# Teófanes, o Cretense

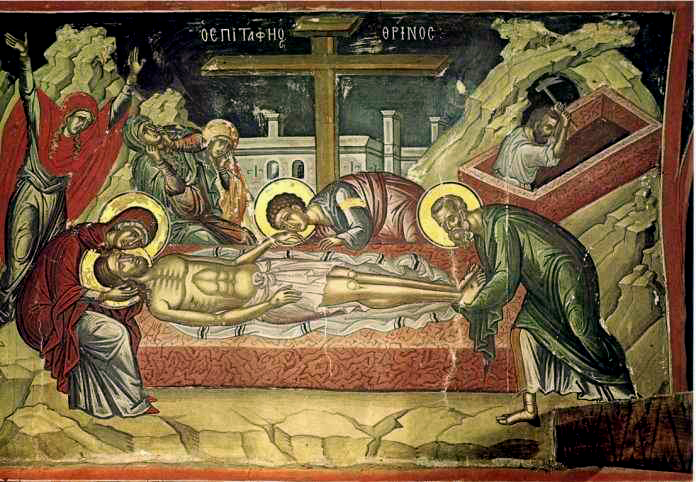
Sudário (Lamentação de Cristo) from Monastério de Stavronikita, Monte Atos.

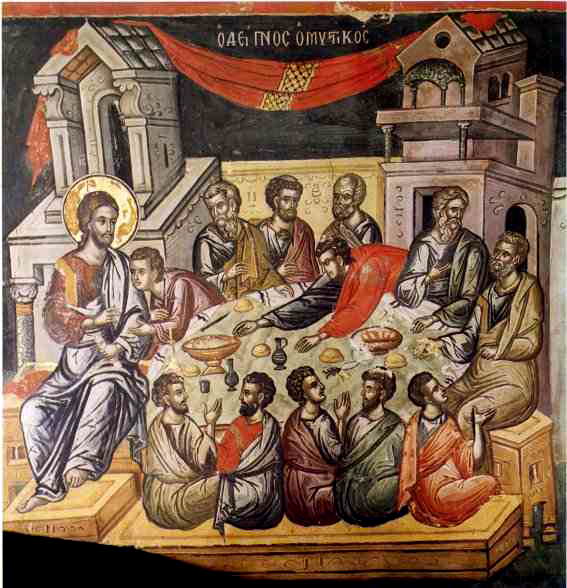
Última Ceia, também do Monastério de Stavronikita.

Theophanis Strelitzas, também chamado Theophanes, o Cretense, ou "de Creta" ou "Theophanes Bathas", foi um importante pintor de ícones da Escola Cretense na primeira metade do século XVI.
Nasceu em Heraclião (data desconhecida) e lá estudou, mas todo seu trabalho conhecido foi feito na parte continental da Grécia. Afrescos com sua assinatura sobrevivem nos monastérios da Igreja Ortodoxa do Monte Atos, especialmente no Monastério de Stavronikita, no Monastério de Lavra e nos Mosteiros de Metéora, onde está seu trabalho mais antigo, datado de 1527.  Ele também elaborou vários ícones para Iconóstases ou em pequenas dimensões. Theophanes trabalhou entre 1527 e 1548 e ensinou vários filhos e alunos. Por 1535, ele e os filhos já tinham se tornado monges no Monastério de Lavra, no Monte Atos, onde muitos de seus melhores trabalhos ainda permanecem. Theophanes retornou a Creta antes de sua morte em 1559.
Duas pinturas murais aparentemente suas estão no Museu Hermitage em São Petersburgo.